# Canhão

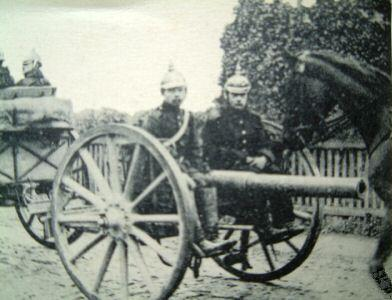
Peça de artilharia alemã (1914)

O canhão é uma boca de fogo de artilharia também conhecida como peça de artilharia, destinada a disparar granadas em tiro tenso, de calibre superior a 20 mm e que pode ser montado sobre uma carreta ou outro reparo qualquer. Consiste basicamente num tubo fechado na extremidade na qual é colocado o projétil, com uma carga de projeção para impeli-lo a longa distância, com grande velocidade inicial. Sustentam alguns que foram os chineses os inventores do canhão; outros dão a primazia aos mouros, que o teriam utilizado na Península Ibérica, em 1305, no Cerco de Ronda. Há documentos que comprovam a introdução de duas bocas de fogo na batalha de Metz, em 1324.

## Uso atual do termo
Atualmente, o termo "canhão" é usado com diferentes significados técnicos em diferentes forças armadas. Conforme a doutrina militar em vigor, pode significar:
1. Designação genérica de qualquer arma de artilharia de tubo, na maioria dos casos incluindo os obuses mas excluindo os morteiros (ex.: nas Forças Armadas dos EUA);
2. Designação das armas de artilharia projetadas para efetuar tiro tenso (ex.: nas Forças Armadas do Brasil e da maioria dos países);
3. Designação de um tipo específico de arma, como um canhão de aviação, um canhão sem recuo ou um canhão automático (ex.: nas Forças Armadas de Portugal).

## História

### Primórdios

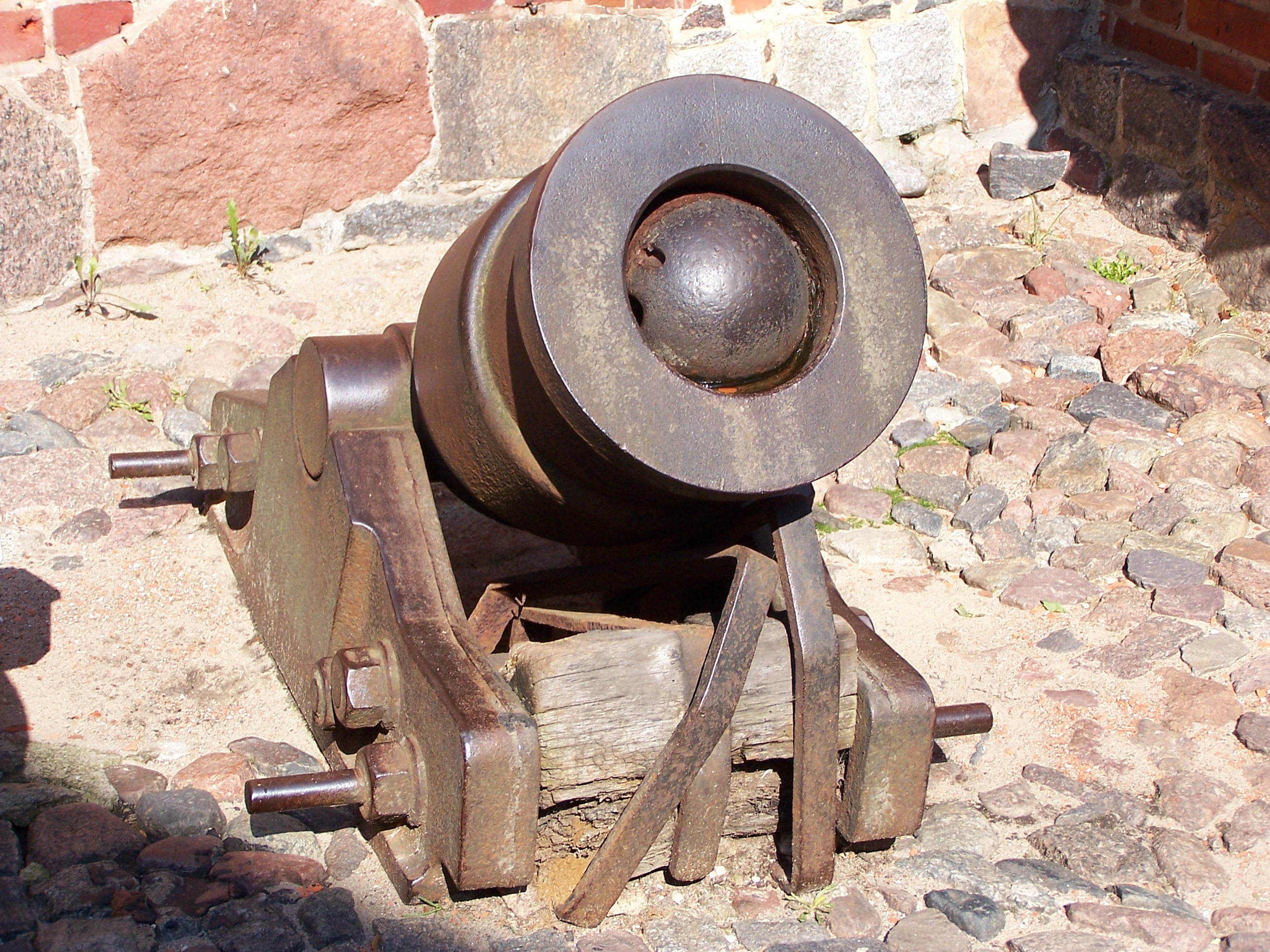
Bombarda no castelo de Malbork, na Polônia

Sendo a pólvora desconhecida na Europa até ao século XIII, é provável que os ocidentais nunca tivessem usado o canhão antes. Com a descoberta das capacidades propelentes da pólvora foi possível o desenvolvimento dos canhões.
Inicialmente os canhões eram de ferro forjado, pequenos e rústicos, pois a arte de fundir achava-se ainda nos primórdios. Tempos mais tarde passaram a ser fabricados com barras de ferro fundido soldadas e reforçadas com anéis do metal. A sua capacidade de lançamento ainda era diminuta, e empregavam-se por isso projéteis de pedras leves para alcançar maiores distâncias. Nesta época, para aumentar a potência de fogo, os antigos canhões, chamados «órgãos da morte», eram colocados lado a lado, sobre um reparo-plataforma. Podiam assim ser disparados ao mesmo tempo ou separadamente, em  sucessão rápida, o que faz deles precursores das modernas metralhadoras, pelo menos em conceito.
O morteiro-canhão curto, que possuía uma boca larga, era utilizado em cercos a cidades para lançar projéteis a curtas distâncias, entretanto era tão defeituoso que muitas vezes rebentava e causava mais danos aos artilheiros que ao inimigo.
Progredindo a arte de fundir, as bocas de fogo passaram a ser feitas de bronze, mais forte que o ferro. Na segunda metade do século XV surgiram, novamente, os canhões de ferro fundido numa só peça e os de carregamento pela culatra. O carregamento pela boca continuou, porém, a ser preferido, por evitar os perigosos escapamentos de gases pela culatra. A princípio, os canhões eram fundidos ocos, numa só peça, que depois era perfurada mediante uso de uma broca.
Ainda no século XV, os primitivos projéteis feitos de pedra foram substituídos por outros de ferro ou de chumbo, e os canhões passaram a ser classificados de acordo com o peso de seus projéteis. No fim do século XVIII usavam-se canhões que lançavam projéteis de 2, 4 e 6 kg e obuses de 15 cm de diâmetro. Os canhões dos navios eram providos de balas que variavam de meio a 16 kg e as caronadas (canhões curtos de grosso calibre), de 6 a 34 kg.

### Utilização em Portugal
Dom Henrique de Castela em 1370 utilizou canhões contra as tropas portuguesas em Cidade Rodrigo, Aljubarrota e Lisboa.
O mestre de Avis, havia recebido a disputada coroa portuguesa e o título de Dom João I em 1384. Para defender suas fronteiras contra os ataques castelhanos, as indústrias portuguesas começaram a produzir canhões com as técnicas metalúrgicas dos sarracenos. As indústrias portuguesas obtiveram aço maleável para armas de fogo nas forjas de Arcebispo e em Santa Clara. Dom Afonso V estabeleceu em Portugal a 1ª Unidade de Artilharia em 1449 e o cargo de Provedor Mor da Artilharia. Os canhões foram instalados pela primeira vez em Portugal para a defesa das fronteiras, rios e mares. Em Lisboa, os canhões também foram instalados em navios com casco reforçado para mil tonéis, cujo modelo foi utilizado na construção de caravelas.
A força militar portuguesa esteve protegida por tais canhões durante os Descobrimentos portugueses. Estes canhões eram mais leves do que os conhecidos e tinham o alcance de aproximadamente duas milhas e meia, impedindo a agressão inimiga. Assim fez Pedro Álvares Cabral sobre Calecute na Índia, após a descoberta do Brasil. Vasco da Gama também aplicou pesadas perdas sobre Calecute. O Comandante Duarte Pacheco Pereira em Cochim com dezoito canhões abateu 150 navios árabes. Outros comandantes portugueses impuseram o domínio bélico sobre a China e o Japão. O calibre dos canhões era identificado pelo peso dos projéteis em libras, ao peso de 0,456 kg: 12 libras; 18 libras, 24 libras.
O trecho a seguir, tradução de um manuscrito francês de 1748, intitulado Relâche du Vaisseau L'Arc-en-ciel à Rio de Janeiro, que se encontra na Biblioteca da Ajuda, em Lisboa, nos dá um relato de como era protegida a Baía da Guanabara, naquela época por uma fortaleza, com canhões:
"A Fortaleza de Santa Cruz, a mais importante do país, está situada sobre a ponta de um rochedo, num local onde todos os barcos que entram ou saem do porto são obrigados a passar a uma distância inferior ao alcance de um tiro de mosquete. A fortificação consiste numa compacta obra de alvenaria de 20 a 25 pés de altura, revestida por umas pedras brancas que parecem frágeis. Sua artilharia conta com 60 peças de canhão, de 18 e 24 polegadas de calibre, instaladas de modo a cobrir a parte externa da entrada do porto, a passagem e uma parte do interior da baía. Cada uma das peças referidas foi colocada no interior de uma canhoneira, o que gera um inconveniente: mesmo diante de um alvo móvel, como um barco a vela, elas só podem atirar numa única direção." 

### Canhões de alma lisa
Tanto os canhões de navios de guerra como os usados em terra, possuíam almas lisas (o cilindro interior de seus tubos não era raiado) e, por isso, não eram de grande alcance ou precisão.
A invenção da pólvora e o uso de roqueiras para lançar pedras, levaram os engenheiros ao desenvolvimento de novas armas capazes de lançar a longa distância os mais variados projéteis. O maior problema enfrentado na fabricação de canhões, foi acertar a têmpera adequada para evitar as frequentes explosões.
"Mas não fizeram nojo, pois tão frágeis, arrebentavam aos primeiros tiros destruindo a numerosa guarnição de castelhanos". (Gen João M Cordeiro). O mesmo aconteceu ao canhão “Maometa” fabricado pelo exército muçulmano, para ser usado contra Constantinopla, ao explodir após detonar três tiros.

### Canhões raiados

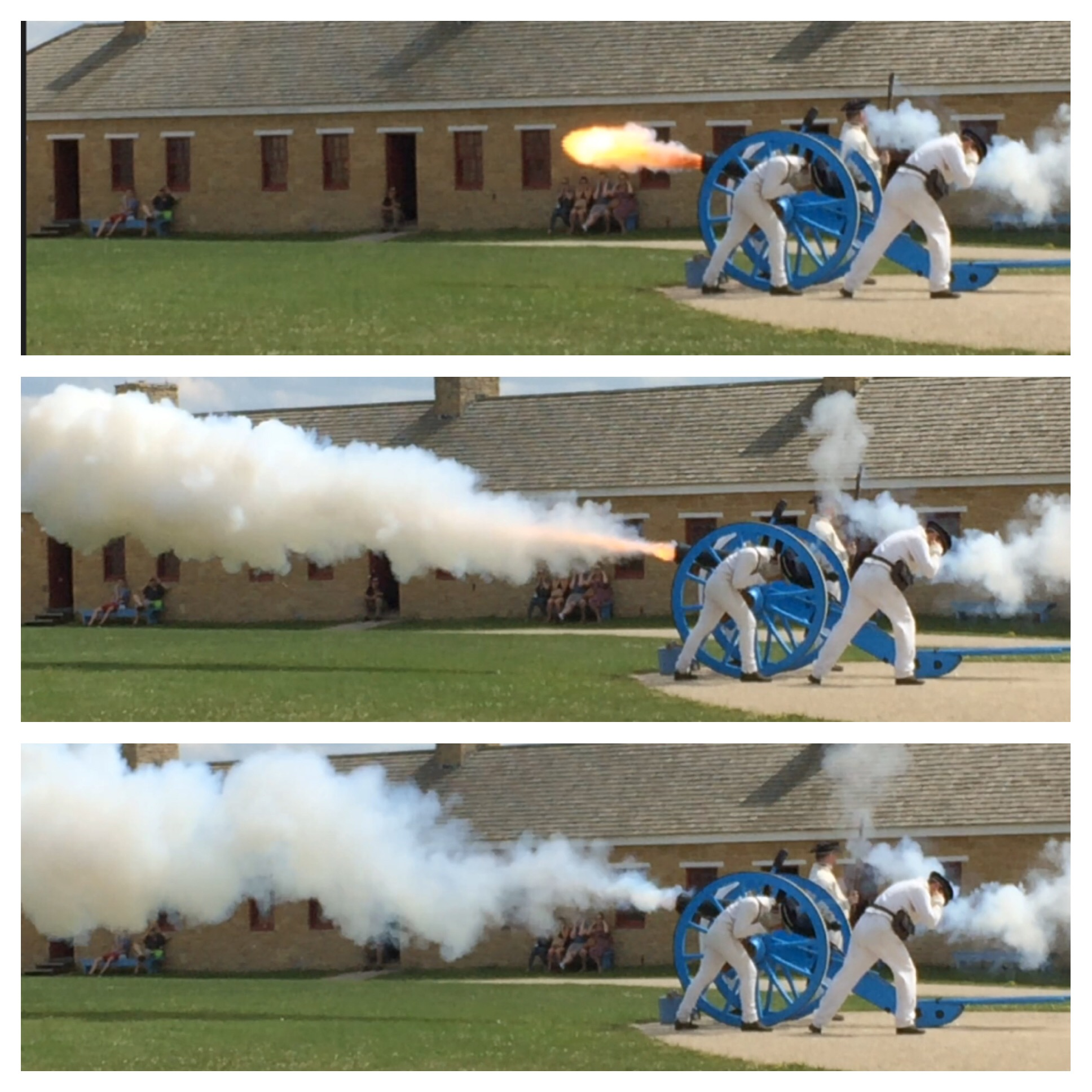
Disparo de um canhão de 6 libras.

Muito embora o raiamento fosse conhecido desde 1520, só veio a ser utilizado definitivamente na artilharia três séculos mais tarde. O motivo disso era o fato que, pela própria deficiência de construção dos canhões, eles não suportavam o aumento das tensões causadas pela força expansiva dos gases no material contendo raias. O alcance das armas portáteis passou a rivalizar com o dos canhões de alma lisa, mostrando a necessidade da adoção da artilharia raiada. Esse fenômeno já fora observado na guerra da Secessão, nos EUA e na Guerra do Prata, na América do Sul, onde espingardas raiadas dos brasileiros impediram a ação da artilharia argentina, na batalha de Monte Caseros.
Com desenvolvimento da técnica de fazer canhões foi possível se fazer o raiamento das bocas de fogo, o que veio sanar os inconvenientes da falta das raias e causou verdadeira revolução na arte bélica.
A utilização das raias nos tubos trouxe a mudança da forma dos projéteis, que se tornaram alongados e pontiagudos. Hoje as raias são helicoidais, para imprimir ao projétil em movimento uma rotação sobre seu eixo, dando-lhe maior precisão. Com a adoção das raias surgiram também, novos dispositivos de fechamento para evitar o escapamento dos gases.
No último decênio do século XIX criou-se um sistema de freio e recuperação que permite ao canhão deslizar sobre um berço. Ao recuar com o tiro, o canhão comprime poderosas molas; vencida a força de recuo, as molas recobram a sua forma original. Em outro processo, as molas são substituídas por cilindros de gás que, após o recuo, dilatam-se, voltando o canhão à posição original.
Em geral, o tubo dos canhões modernos é feito de vários cilindros de aço sobrepostos, à maneira de uma couraça, que servem de reforço à alma. Para se conseguir o ajuste hermético dos cilindros, são os mesmos aquecidos, um a um, ao rubro branco para dilatação de seu diâmetro e deslizamento sobre o cilindro anterior. Ao resfriar, o aço contrai-se e a sobreposição fica tão perfeita que o tubo parece feito de uma só peça. Cada cilindro é mais curto que o anterior e, por isto, o tubo é sempre mais grosso na culatra. Um novo processo para fabricação dos canhões de pequeno e médio calibre é o de recorrer-se à força centrífuga para a moldagem do cano. O metal fundido gira dentro de um longo cilindro oco até formar, por esfriamento, um tubo rígido. Antes da calibragem do canhão, o tubo é perfurado e em seguida sofre elevadíssima pressão hidráulica para que o aço adquira sua dilatação máxima. Essa operação torna desnecessário qualquer outro reforço do tubo.
A guerra exige diversos tipos de canhões. A artilharia de campanha utiliza canhões leves, de fácil transporte e grande alcance. Na antiaérea, o canhão faz tiro vertical em cadência muito rápida, exigindo instrumentos de pontaria de grande precisão e rapidez. Merece especial atenção o grande canhão (Berta) que os alemães utilizaram para bombardear Paris, a 120 km de distância, durante a Primeira Guerra Mundial. A fabricação desse canhão constituiu verdadeira façanha técnica, embora seus resultados não justificassem seus custos.

### Canhões da Segunda Guerra Mundial
Os canhões empregados na Segunda Guerra Mundial superaram todos os anteriores em alcance, precisão e efeitos. Contou a artilharia média com obuseiros de 105 mm, cujo obus pesava 15 kg e atingia 11 km de alcance e de 155 mm, cujos obuses pesavam 43 kg e  alcançavam 19 km; o canhão norte-americano de 155 mm disparava granadas de 43 kg a cerca de 23 km. A Artilharia pesada contou com canhões de 203 mm e obuseiros de 240 mm. Muito conhecidos na Segunda Guerra Mundial foi o canhão Pantera Negra, desmontável em duas partes. Dois tratores de 38 toneladas rebocavam-no acompanhados de uma talha de 20 toneladas, instalada num caminhão, para a montagem das partes.

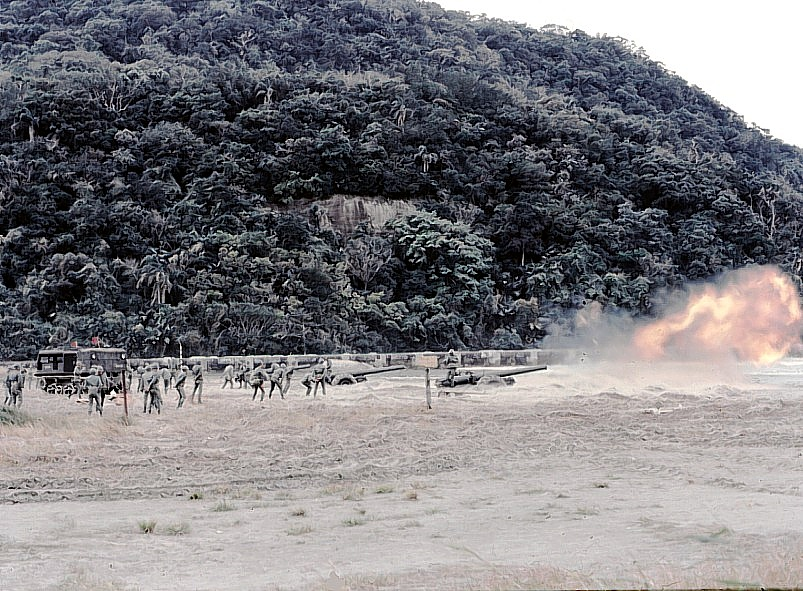
Exercício de tiro do Exército Brasileiro

O calibre dos canhões da artilharia naval usados nessa Guerra variou de 20 a 460 mm. Contam-se entre os principais tipos de canhões antiaéreos de 20 a 40 mm, e os de 100 a 125 mm, usados contra aviões e alvos em terra. A esquadra norte-americana empregou, ainda, o canhão de 152 mm notável pela rapidez e segurança do tiro. Os grandes cruzadores, com canhões de 203 mm, disparavam obuses de 115 kg, sendo que nos encouraçados os canhões variavam de 305 a 406 mm. Esses últimos podiam atirar um projétil de uma tonelada com velocidade de 800 m/s a uma distância de 32 km ou mais.

## Canhões modernos
Com o avanço na técnica de blindagem dos modernos carros de combate, os canhões modernos tiveram que acompanhar essa evolução para poder continuar a agir com eficiência. Como se estava alcançando um limite técnico de calibres para se conseguir penetrar nas modernas blindagens, em função do peso elevado das munições de calibres maiores, passou-se a pesquisar formas de melhorar o desempenho da munição e não o seu tamanho, assim foram criados projéteis de formatos mais semelhantes a flechas e com materiais extremamente duros que perfurassem as blindagens ou criassem outras formas de destruição como a transferência total de energia a fim de pulverizar o a face interna dos carros blindados, atingindo suas tripulações.
Existe uma tendência atual, de se voltar a produzir canhões de alma lisa que atiram munições de alta velocidade (acima de 1 800 m/s) e com aletas que estabilizam a trajetória e tornam desnecessária a rotação dos projéteis como antigamente. Essas munições são conhecidas como munição-flecha.